# Augusto de Lima, Minas Gerais
Augusto de Lima este un oraș din unitatea federativă Minas Gerais, Brazilia.